# Eugene H. Trinh
Eugene Huu-Chau „Gene“ Trinh (* 14. September 1950 in Saigon, Südvietnam) ist ein ehemaliger US-amerikanischer Astronaut.

## Leben
Trinh wuchs in Paris auf und lebt seit 1968 in den Vereinigten Staaten. Er erhielt 1972 einen Bachelor in Maschinenbau und angewandter Physik von der Columbia University und 1974 bzw. 1975 je einen Master und 1977 eine Promotion in angewandter Physik von der Yale University.
Trinh betrieb 20 Jahre Forschung am Jet Propulsion Laboratory. 1999 kam er zur NASA und wurde dort Direktor der Physical Sciences Research Division in der Biological and Physical Research Enterprise beim NASA-Hauptquartier in Washington, D.C. Seit 11. Dezember 2005 ist er Direktor im NASA Management Office (NMO) am Jet Propulsion Laboratory in Pasadena.

## STS-51-B
Trinh war Ersatz-Nutzlastspezialist für Taylor Wang, der am 29. April 1985 mit der Raumfähre Challenger zu einer Spacelab-Mission der Europäischen Weltraumorganisation (ESA) flog.

## STS-50
Während der Mission STS-50 war Trinh Nutzlastspezialist auf der Raumfähre Columbia. Die Mission startete am 25. Juni 1992. Die Primärnutzlast war das Mikrogravitationslabor USML-1, einem bemannten Spacelab-Modul. Es wurden zahlreiche Experimente zur Erforschung des Kristallwachstums von Zeolith, der Oberflächenspannungsphysik und menschlicher Physiologie durchgeführt.

## Privates
Eugene Trinh ist verheiratet und hat ein Kind.